# Szuchrat Safin
Szuchrat Safin, ros. Шухрат Марсович Сафин, uzb. Shuhrat Safin (ur. 3 kwietnia 1970 w Samarkandzie, zm. 20 września 2009 w Samarkandzie) – uzbecki szachista, arcymistrz od 1999 roku.

## Kariera szachowa
W drugiej połowie lat 80. XX wieku uczestniczył w kilku turniejach rangi mistrzowskiej rozegranych w Związku Radzieckim. Sukcesy międzynarodowe zaczął odnosić po rozpadzie ZSRR. W 1992 r. zajął IV m. (za Aleksandrem Nenaszewem, Grigorijem Serperem i Tachirem Wachidowem) w kołowym turnieju w Taszkencie, jako jedyny pokonując zwycięzcę turnieju. Do innych jego indywidualnych sukcesów należały m.in.:
- dz. II m. w Schwerinie (1997, za Jonny Hectorem, wspólnie z Tachirem Wachidowem, Peterem Endersem i Henrikiem Danielsenem),
- dz. I m. w Vlissingen (1998, wspólnie z Michaiłem Gurewiczem i Wiktorem Michalewskim),
- dwukrotnie dz. I m. w Abu Zabi (1999, wspólnie z Michaiłem Saltajewem i Aszotem Anastasjanem oraz 2002, wspólnie z Jewgienijem Glejzerowem i Michaiłem Ułybinem),
- II m. w Taszkencie (2001, turniej strefowy, za Pawłem Kocurem),
- I m. w Dieren (2002),
- III m. w Pawłodarze (2003, turniej strefowy, za Pawłem Kocurem i Jewgienijem Władimirowem),
- dz. II m. w Ćennaj (2004, za Tachirem Wachidowem, wspólnie z Siergiejem Iskusnychem, Pawłem Smirnowem, Ziaurem Rahmanem i Aleksandrem Fominychem),
- III m. w Baku (2005, za Konstantinem Szanawą i Raszadem Babajewem),
- dz. I m. w Sangli (2008, wspólnie z Saidali Jułdaszewem),
- III m. w Kolkacie (2008, za Viktorem Laznicką i Krishnanem Sasikiranem).

Dzięki sukcesowi odniesionemu w turnieju strefowym w 2001 r. wystąpił w rozegranym w tym samym roku w Moskwie pucharowym turnieju o mistrzostwo świata. W pierwszej rundzie tego turnieju przegrał z Predragiem Nikoliciem i odpadł z dalszej rywalizacji.
Od połowy lat 90. należał do ścisłej czołówki uzbeckich szachistów. W latach 1996–2008 pięciokrotnie startował na szachowych olimpiadach, w 1995 i 2003 r. reprezentował narodowe barwy na drużynowych mistrzostwach Azji (w 1995 r. zdobywając dwa medale: srebrny za indywidualny wynik na IV szachownicy oraz drużynowo brązowy), a w 2001 r. był uczestnikiem drużynowych mistrzostw świata, rozegranych w Erywaniu. Był również medalistą indywidualnych mistrzostw Uzbekistanu, m.in. złotym (2001) oraz brązowym (2008).
Najwyższy ranking w karierze osiągnął 1 października 2002 r., z wynikiem 2542 punktów zajmował wówczas 3. miejsce wśród uzbeckich szachistów.
Był ojcem dwóch synów i córki. Zmarł na białaczkę.